# Souméras
Souméras és un municipi francès situat al departament del Charente Marítim i a la regió de la Nova Aquitània. L'any 2007 tenia 327 habitants.

## Demografia

### Població
El 2007 la població de fet de Souméras era de 327 persones. Hi havia 135 famílies de les quals 28 eren unipersonals (8 homes vivint sols i 20 dones vivint soles), 60 parelles sense fills i 47 parelles amb fills.
La població ha evolucionat segons el següent gràfic:
Habitants censats

### Habitatges
El 2007 hi havia 151 habitatges, 138 eren l'habitatge principal de la família, 5 eren segones residències i 8 estaven desocupats. 143 eren cases i 7 eren apartaments. Dels 138 habitatges principals, 109 estaven ocupats pels seus propietaris, 24 estaven llogats i ocupats pels llogaters i 6 estaven cedits a títol gratuït; 3 tenien una cambra, 7 en tenien dues, 15 en tenien tres, 46 en tenien quatre i 68 en tenien cinc o més. 101 habitatges disposaven pel capbaix d'una plaça de pàrquing. A 61 habitatges hi havia un automòbil i a 69 n'hi havia dos o més.

### Piràmide de població
La piràmide de població per edats i sexe el 2009 era:
| Homes | Edats   | Dones |
| ----- | ------- | ----- |
| 0     | 95 o +  | 0     |
| 0     | 90 a 94 | 0     |
| 0     | 85 a 89 | 0     |
| 4     | 80 a 84 | 4     |
| 4     | 75 a 79 | 4     |
| 12    | 70 a 74 | 16    |
| 8     | 65 a 69 | 8     |
| 12    | 60 a 64 | 4     |
| 8     | 55 a 59 | 8     |
| 4     | 50 a 54 | 4     |
| 12    | 45 a 49 | 12    |
| 8     | 40 a 44 | 0     |
| 12    | 35 a 39 | 20    |
| 16    | 30 a 34 | 16    |
| 4     | 25 a 29 | 4     |
| 4     | 20 a 24 | 0     |
| 8     | 15 a 19 | 4     |
| 8     | 10 a 14 | 8     |
| 20    | 5 a 9   | 4     |
| 16    | 0 a 4   | 8     |

## Economia
El 2007 la població en edat de treballar era de 208 persones, 145 eren actives i 63 eren inactives. De les 145 persones actives 135 estaven ocupades (69 homes i 66 dones) i 10 estaven aturades (5 homes i 5 dones). De les 63 persones inactives 23 estaven jubilades, 12 estaven estudiant i 28 estaven classificades com a «altres inactius».

### Ingressos
El 2009 a Souméras hi havia 134 unitats fiscals que integraven 309 persones, la mediana anual d'ingressos fiscals per persona era de 16.417 €.

### Activitats econòmiques
Dels 16 establiments que hi havia el 2007, 7 eren d'empreses de construcció, 3 d'empreses de comerç i reparació d'automòbils, 1 d'una empresa d'hostatgeria i restauració, 1 d'una empresa financera, 1 d'una empresa immobiliària, 2 d'empreses de serveis i 1 d'una empresa classificada com a «altres activitats de serveis».
Dels 5 establiments de servei als particulars que hi havia el 2009, 1 era un taller de reparació d'automòbils i de material agrícola, 1 guixaire pintor, 2 lampisteries i 1 electricista.
L'únic establiment comercial que hi havia el 2009 era una carnisseria.
L'any 2000 a Souméras hi havia 8 explotacions agrícoles que ocupaven un total de 165 hectàrees.

## Poblacions més properes
El següent diagrama mostra les poblacions més properes.